# (2562) Chaliapin
(2562) Chaliapin ist ein Asteroid des Hauptgürtels, der am 27. März 1973 von der ukrainisch-sowjetischen Astronomin Ljudmyla Schurawlowa am Krim-Observatorium (Sternwarten-Code 095) in Nautschnyj in der Ukraine entdeckt wurde.
Der Asteroid wurde nach dem russischen Opernsänger der Stimmlage Bass Fjodor Iwanowitsch Schaljapin (1873–1938) benannt, der als einer der ersten Sänger auf ein tiefergehendes psychologisches Verständnis seiner Figuren im Opernschauspiel Wert legte und als berühmtester Bassist der ersten Hälfte des 20. Jahrhunderts gilt.
Der Himmelskörper gehört zur Eos-Familie, einer Gruppe von Asteroiden, welche typischerweise große Halbachsen von 2,95 bis 3,1 AE aufweisen, nach innen begrenzt von der Kirkwoodlücke der 7:3-Resonanz mit Jupiter, sowie Bahnneigungen zwischen 8° und 12°. Die Gruppe ist nach dem Asteroiden (221) Eos benannt. Es wird vermutet, dass die Familie vor mehr als einer Milliarde Jahren durch eine Kollision entstanden ist.